# Theodore Schwan
Theodore Schwan (ur. 9 lipca 1841 w Hanowerze, zm. 27 maja 1926 w Waszyngtonie) – amerykański dowódca wojskowy, generał major, uczestnik wojny secesyjnej, wojny amerykańsko-hiszpańskiej i wojny amerykańsko-filipińskiej, odznaczony Medalem Honoru.

## Życiorys
Urodził się w Hanowerze, w ówczesnym Królestwie Hanoweru. W 1857 wyemigrował z rodziną do USA. Służbę wojskową rozpoczął już w wieku 15 lat, 12 czerwca 1857 w 12 Pułku Piechoty.
Wziął udział w wojnie secesyjnej po stronie Unii. 31 października 1863 został mianowany podporucznikiem, a 9 kwietnia 1864 porucznikiem. W trakcie bitwy pod Peebles' Farm 1 października 1864 uratował rannego unijnego oficera, za co później został odznaczony Medalem Honoru.
Po wojnie secesyjnej Schwan pozostał w armii. 14 marca 1866 został kapitanem. W 1872, służąc w 11 Pułku Piechoty, brał udział w działaniach przeciwko Indianom w Teksasie. 6 lipca 1886 został majorem. W okresie 1892–1893 pracował w ambasadzie USA w Berlinie w Niemczech. 19 lutego 1895 awansował na stopień podpułkownika.
Gdy w 1898 wybuchła wojna amerykańsko-hiszpańska, Schwan został mianowany pułkownikiem Armii Regularnej oraz generałem brygady ochotników. Pod jego dowództwem formowana była 1 Dywizja IV Korpusu, jednakże nie została wysłana do walki. Schwan objął dowództwo nad Niezależną Brygadą Regularną IV Korpusu. Wylądował na Portoryko pod Guánicą 31 lipca. 6 sierpnia zajął Yauco i pozostał tam przez trzy dni. 10 sierpnia oddział Schwana brał udział w bitwie pod Hormigueros. Następnego dnia AMerykanie zajęli Mayagüez, a 13 sierpnia brygada brała udział w jednej z ostatnich bitew kampanii na Portoryko pod Las Marías. Pomimo że podczas większości działań Schwan był chory, odniósł zdecydowane zwycięstwo – zdobył 9 miast i wziął do niewoli 362 żołnierzy przeciwnika kosztem 1 zabitego i 16 rannych.
Po zakończeniu zmagań z Hiszpanami Schwan został wysłany na Filipiny, gdzie objął stanowisko szefa sztabu VIII Korpusu. W październiku 1899 i lutym 1900 siły podległe Schwanowi brały udział w operacjach przeciwko powstańcom filipińskim w prowincji Cavite.

## Emerytura i śmierć
- T. Schwan przeszedł na emeryturę 21 lutego 1901. W 1916 został awansowany do rangi generała majora. Zmarł w Waszyngtonie 27 maja 1926.